# Zgnilizna twardzikowa

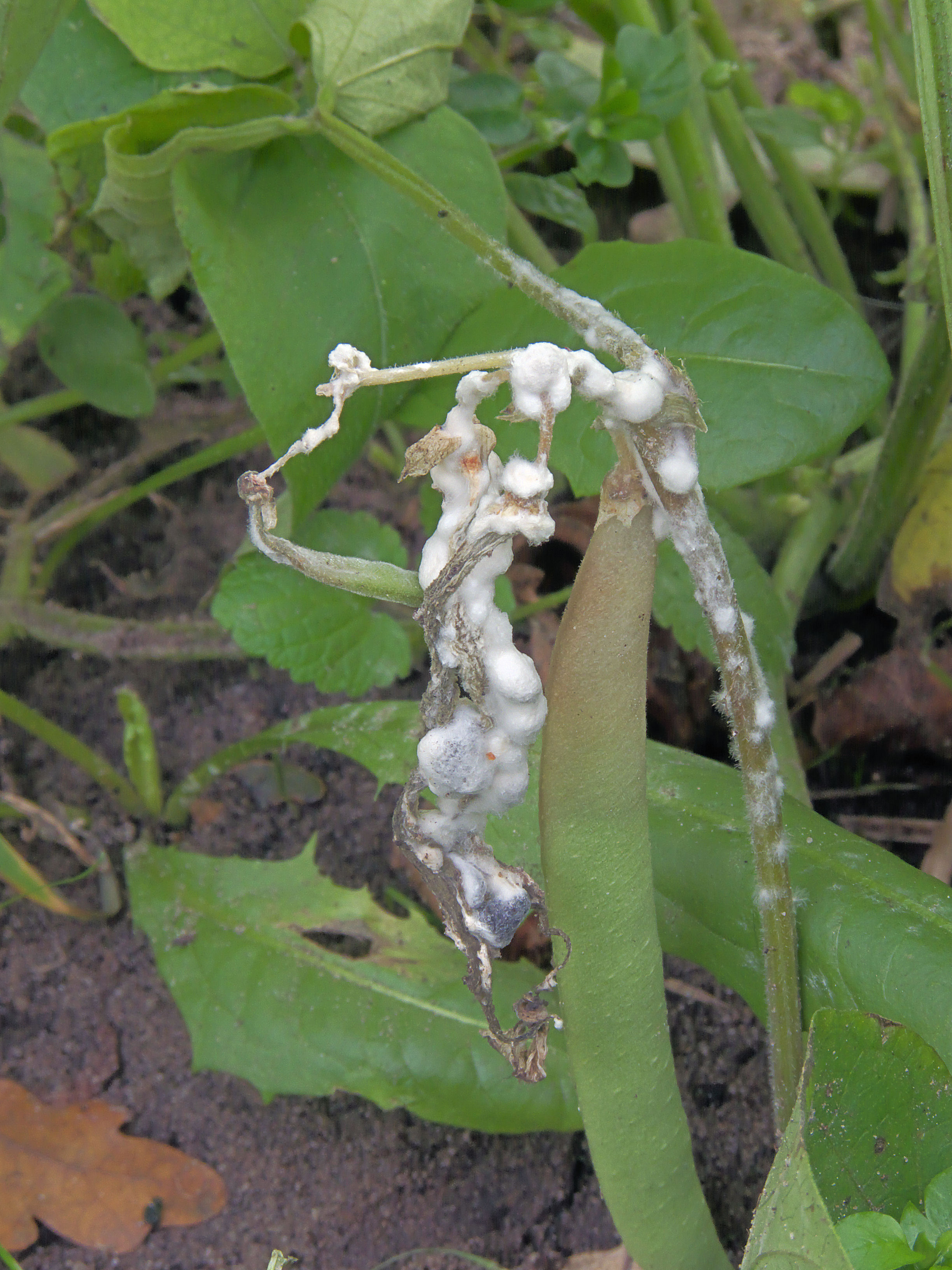
Zgnilizna twardzikowa porażająca fasolę

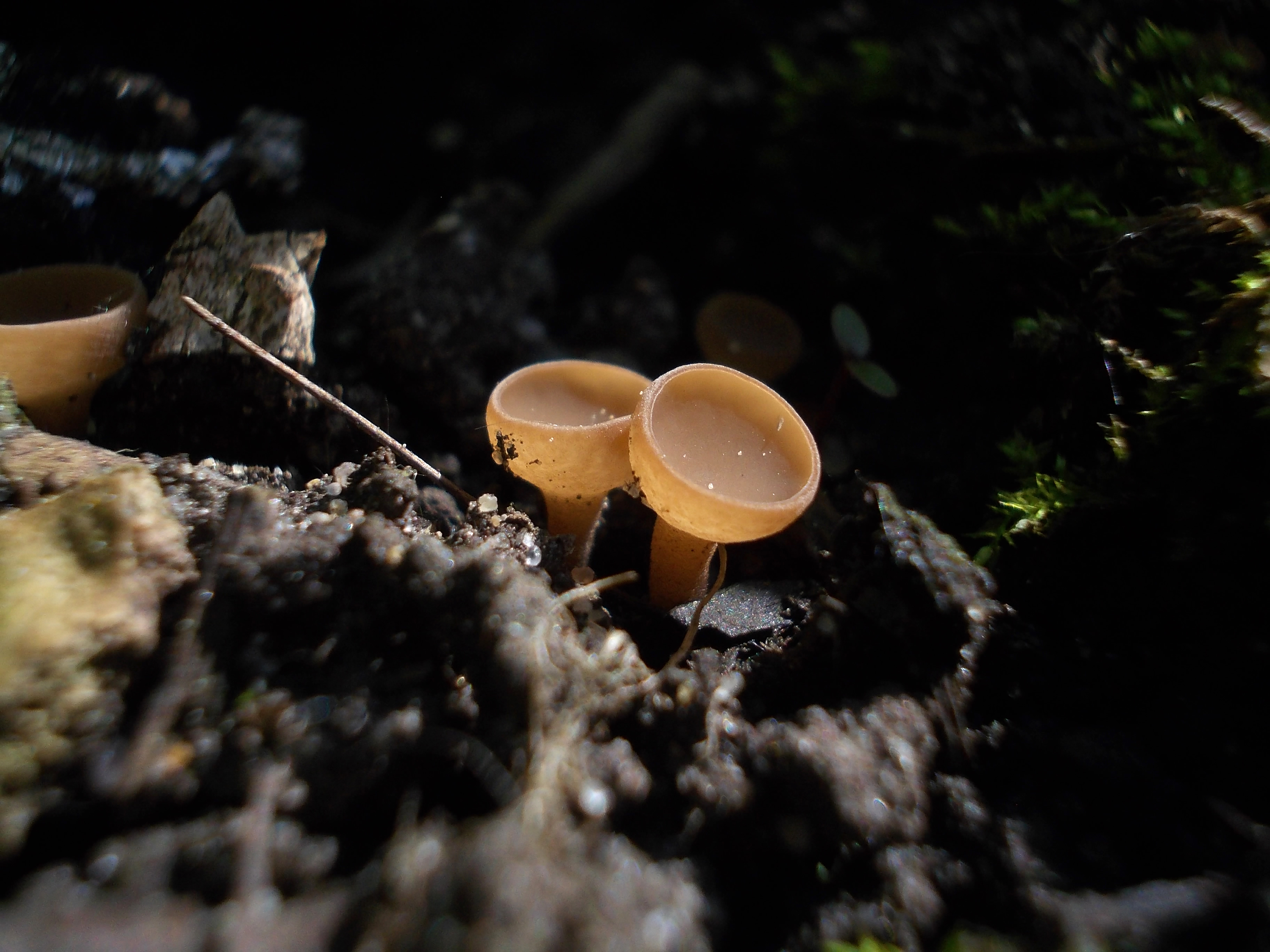
Owocniki grzyba

Cykl rozwojowy zgnilizny twardzikowej

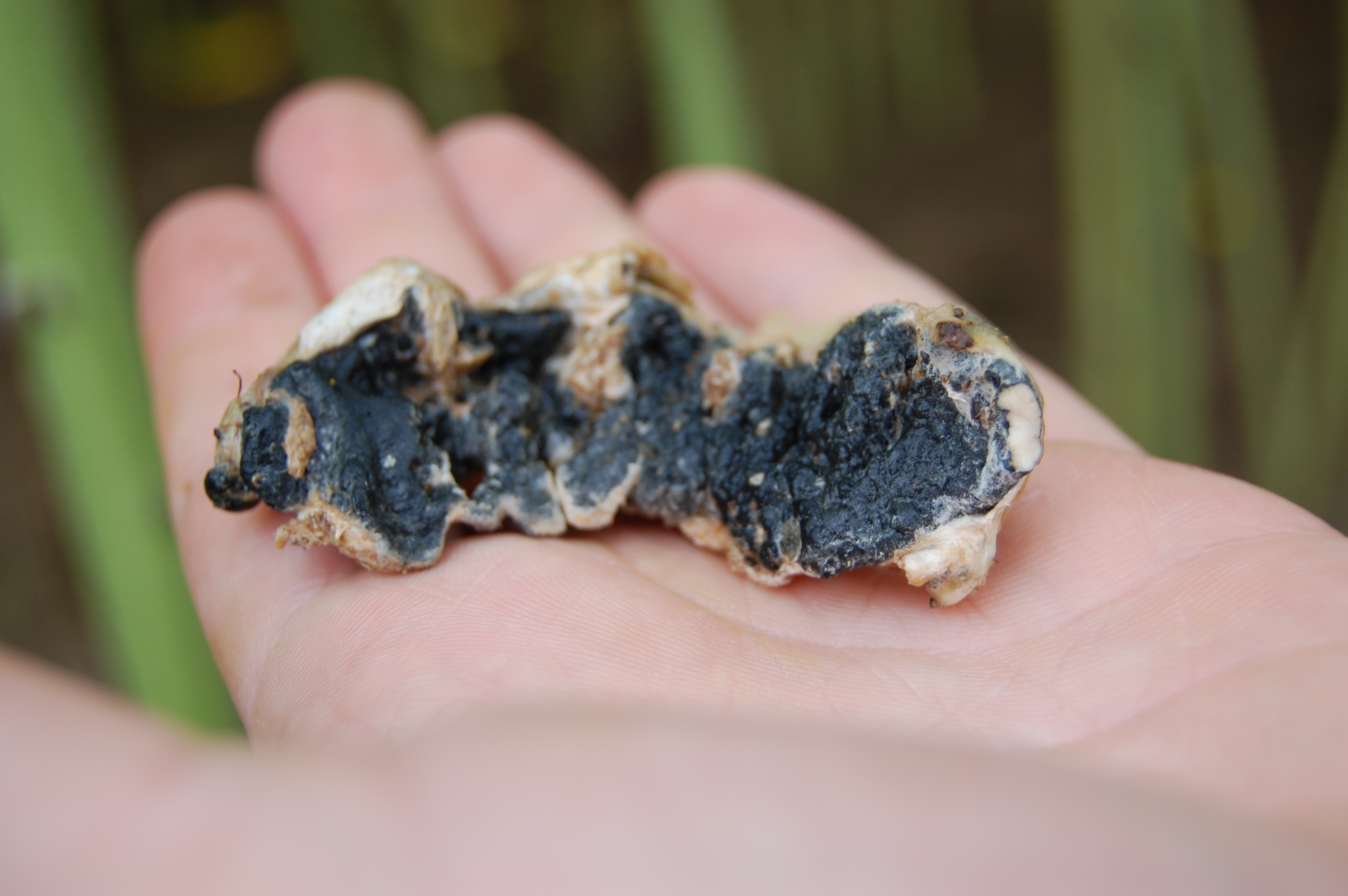
Sklerocja grzyba

Zgnilizna twardzikowa – grupa grzybowych chorób wielu (ponad 400 gatunków) roślin uprawnych.

## Patogeny
Zgnilizna twardzikowa to grupa chorób. Głównym powodującym je patogenem jest należący do workowców mikroskopijny grzyb twardnica pasożytnicza (Sclerotinia sclerotiorum). Opracowanie „Polskie nazwy chorób roślin uprawnych” oprócz ogólnej nazwy zgnilizna twardzikowa dla niektórych gatunków roślin uprawnych podaje także szczegółowe nazwy chorób wywołanych przez tego patogena: zgnilizna twardzikowa buraka, zgnilizna twardzikowa chryzantemy, zgnilizna twardzikowa czarnuszki, zgnilizna twardzikowa dalii, zgnilizna twardzikowa eustomy, zgnilizna twardzikowa kocanki, zgnilizna twardzikowa konopi, zgnilizna twardzikowa laku, zgnilizna twardzikowa liatry, zgnilizna twardzikowa lewkonii, zgnilizna twardzikowa lwiej paszczy, zgnilizna twardzikowa słonecznika, zgnilizna twardzikowa storczyków, zgnilizna twardzikowa topinambura, zgnilizna twardzikowa trachelium, zgnilizna twardzikowa ziemniaka.
Zgniliznę twardzikową wywołują też inne patogeny. Zgniliznę twardzikową zawilca wywołuje sklerotka bulwiasta (Dumontinia tuberosa). Dawniej gatunek ten również zaliczano do rodzaju Sclerotinia (miał nazwę Sclerotinia tuberosa), stąd nazwa choroby zgnilizna twardzikowa.

## Objawy
Liście, łodygi i inne części roślin zaatakowane przez zgniliznę twardzikową brunatnieją, zamierają i gniją. Wewnątrz porażonych roślin, a w warunkach wysokiej wilgotności także na zewnątrz, pojawia się biały nalot, który zawiera sklerocja. Początkowo sklerocja są szare, a następnie czarne o średnicy do 1 cm. Ich kształt jest bardzo nieregularny. Na powierzchni zainfekowanych roślin nieraz występuje zjawisko współśrodkowego strefowania. Chore rośliny przedwcześnie zamierają. Występowanie Sclerotinia sclerotiorum na różnych gatunkach roślin sprawia również, że objawy są zróżnicowane, przykładowo: na tytoniu występują plamy gnilne, a na fasoli biały nalot i zgnilizna. Najobfitsze objawy tej choroby występują na ogórku i marchwi.
W przypadku rzepaku pierwsze objawy są widoczne po kwitnieniu. Na różnej wysokości łodyg tworzą się szarobiałe, niekiedy koncentryczne plamy, które stopniowo się rozszerzają. Plamy te pokrywają się białą grzybnią, która wrasta do wnętrza łodyg i niszczy tkanki przewodzące.
Oprócz występowania na roślinach w czasie ich uprawy, zgnilizna twardzikowa może wystąpić także w czasie przechowywania ich części.

## Cykl rozwojowy
Grzyb Sclerotinia sclerotiorum zimuje w postaci sklerocjów i grzybni. Po przezimowaniu grzybnia się rozrasta lub też na sklerocjach tworzą się apotecja. Wyrastają one na nóżce, która ma około 2–3 cm długości i do 2 mm grubości. Rozprzestrzenianie się choroby odbywa się przez fragmentację grzybni i sklerocjów. Sklerocja, które zimowały w glebie poniżej 6 cm nie kiełkują wcale lub jeśli skiełkują to nie wydostają się nad powierzchnię gleby i się nie rozsiewają. Pomimo braku stadium konidialnego, które u wielu innych grzybów jest głównym źródłem diaspor, grzyb ten jest dość szeroko rozpowszechniony.

## Szkodliwość
Szkodliwość tej choroby jest wysoka (nawet 60% plonu), ponieważ patogen może przetrwać w glebie nawet 7–10 lat. Rozwojowi chorobotwórczego grzyba sprzyjają uszkodzenia roślin, mała odporność odmian oraz występowanie roślin żywicielskich. Optymalne warunki pogodowe do rozwoju tej choroby to temperatura ok. 10–12 °C i wysoka wilgotność. Próg szkodliwości (dla rzepaku) w przypadku zaobserwowania pierwszych oznak choroby wynosi 1% porażonych roślin lub od 1 do 5 apotecjów na m². W uprawie rzepaku największe zagrożenie stanowi w północnej i południowo-zachodniej Polsce.

## Zwalczanie
Zapobieganie i zwalczanie tej choroby polega na stosowaniu fungicydów w formie oprysku. Zalecane są preparaty zawierające m.in. tiofanat metylowy oraz środki zawierające związki z grupy: triazoli, benzimidazoli, ftalanów i imidazoli. Z metod agrotechnicznych stosuje się właściwy płodozmian, głęboką orkę, rzadki siew. Ważne jest również racjonalne nawożenie i siew odpornych odmian. Biologiczne zwalczanie S. sclerotiorum polega na wprowadzaniu do gleby nadpasożytniczego grzyba Coniothyrium minitans. W przypadku przechowywania korzeni roślin powinno się utrzymywać wilgotność względną powietrza około 90% oraz temperaturę 2–4 °C.